# خرداد ۱۳۸۷
خرداد ۱۳۸۷، سومین ماه سال ۱۳۸۷ هجری خورشیدی است.
آغاز آن چهارشنبه، ۱ خرداد ۱۳۸۷ برابر با ۲۱ مه ۲۰۰۸ میلادی است.